# Рошко Анатолій
Рошко Анатолій — професор аеронавтики Каліфорнійського технологічного інституту. Українець за походженням.

## Життєпис
Освіту одержав в Альбертському університеті, докторську дисертацію захистив у Каліфорнійському технологічному інституті в 1952
році. Вивчає, зокрема, проблеми, пов'язані з явищем турбулентності.
Член Національної інженерної академії, Американської академії мистецтв і наук, Американського інституту аеронавтики та астронавтики, Американського фізичного товариства.
1987 — А. Рошко одержав премію Американського фізичного товариства.